# Busskonflikten i Sverige 2008
Busskonflikten i Sverige 2008 var en arbetskonflikt som ägde rum 1-15 juli mellan Svenska Kommunalarbetareförbundet och Bussarbetsgivarna, som misslyckades med att nå ett kollektivavtal för bussförare. Konflikten rörde bland annat fackliga krav på förkortade arbetspass, löneökningar och rätt till fast anställning. Bussförarnas avtal var ett av de sista som inte förnyats under den gångna avtalsrörelsen. 
LO:s ordförande, Wanja Lundby-Wedin, menade att bussförarna hade halkat efter i löneutvecklingen jämfört med andra branscher: "Kommunal strejkar för att bussförarna ska få vad alla andra redan fått - varken mer eller mindre". Bussarbetsgivarna menade dock att deras bud låg i linje med den allmänna löneutvecklingen, att bussförare är bland de bäst betalda i Kommunal och pekade på att man redan hade gått med på kravet att visstidsanställningar per automatik ska gå över till fasta anställningar efter två år.
Konflikten avslutades på kvällen den 15 juli då man nådde en överenskommelse och kunde skriva under ett treårigt avtal. En planerad strejk i Skåne ställdes därmed in och strejkuttagna bussar i andra delar av landet sattes åter i trafik. Strejken varade i femton dagar, inklusive fyra dagars uppehåll.

## Händelseförlopp
En omfattande strejk bland bussförarna bröt ut i Stockholms län med början klockan 00.01 den 1 juli. När Bussarbetsgivarna erbjöd nya förhandlingar den 4 juli började bussarna rulla igen. Efter sammanbrutna förhandlingar varslade Kommunal om ny strejk från och med den 10 juli. Strejken drabbade lokalbussar i delar av Stockholms län, långfärdsbussar och flygbussar; sammanlagt runt 60 linjer. Bussbolaget Veolia Transport svarade med lockout i Norrbottens och Västernorrlands län. Strejken omfattade 1 500 bussförare och lockouten omkring 70 stycken.
Konflikten beräknas ha påverkat omkring 100 000 resenärer i Stockholm och 15 000-20 000 i Västerbotten efter upptrappningen den 10 juli.
Facket hävdade ursprungligen att om inga framsteg nåddes i förhandlingarna skulle även bussförare i Skåne (Arriva Sverige AB, Veolia Transport, Swebus och Bergkvara buss) att tas ut i strejk den 15 juli och Swebus Express och Säfflebussarna samt flygbussar den 18 juli. Strejken i Skåne skulle, enligt Bussarbetsgivarna, innebära att 90% av alla linjebussar skulle ligga nere. Kommunal undantog trafiken till och från Stockholm Skavsta flygplats från strejken. Efter att ha träffats den 14 juli för förhandlingar nådde man ett preliminärt utkast till ett nytt avtal och sköt därför upp den planerade strejken i Skåne till att eventuellt inledas natten till den 17 juli. På tisdagen den 15 juli meddelade man att ett besked om huruvida parterna accepterar avtalet skulle komma tidigast på kvällen kl. 22.00 den 15 juli,, vilket det också gjorde. På tisdagskvällen hölls en presskonferens där parterna talade om att man nått en överenskommelse och skrivit under ett nytt treårigt kollektivavtal.
Avtalet omfattade omkring 500 företag och omkring 18 000 anställda.

## Förhandlingar
Konflikten rörde en rad punkter gällande svenska bussförares arbetsförhållanden. Kommunal sammanfattade sina huvudsakliga krav i följande punkter:
1. Minst 11 timmars vila per dygn
2. Ramtiden ska kortas från högst 13,5 timmar om dagen till högst 13 timmar om dagen
3. Ökad rätt till fast anställning
4. En löneökning på 1 600 kronor på 2 år[9]

Vid tidpunkten för konflikten var huvudregeln vad gäller dygnsvila att den skulle uppgå till minst 11 timmar. Denna huvudregel kunde dock inskränkas tre gånger per vecka så att dygnsvilan uppgår till minst 9 timmar. Det var inte tillåtet att förminska den rekommenderade dygnsvilan (11 timmar) med mer än 6 timmar per vecka.
Bussarbetsgivarna ville ej möta kraven till fullo men svarade på följande vis:
1. Reglerna för bussförares dygnsvila är desamma som för andra inom transportbranschen samt att de uppfyller de krav som sätts upp i EG-direktiven kring kör- och vilotider och arbetstider i vägtrafik. Man är dock beredd att ändra reglerna så att "möjligheten att minska dygnsvilan inskränks till hälften" och att endast ett dygn med 9 timmars vila blir tillåtet per vecka.
2. Vad gäller ramtiden har man inte velat tillmötesgå Kommunal men menar att man har ett rimligt kompromissförslag.
3. Vad gäller rätten till fast anställning menar man sig ha gått med på Kommunals förslag om att visstidsanställningar ska gå över till fasta anställningar efter två år.
4. Vad gäller löneökningen har man mot Kommunals krav på en sammanlagd ökning på 12,5 % kommit med motbudet 10,4 %.[2]

### Resultat
Det slutgiltiga avtalet slog fast att 11 timmars dygnsvila gäller för linjer under 50 km (linjer över 50 km hade redan detta garanterat genom EU-regler), med vissa smärre undantag; att ramtiden för linjer under 50 km begränsas till 13 timmar, med undantag för upphandlad skoltrafik; att det blir lättare att gå från behovsanställning till allmän visstidsanställning och från visstidsanställning till fast anställning; samt att lönen höjs i tre etapper med ett års mellanrum.

### Kritik
Efter att avtalet tecknats presenterade Kommunal resultatet som en framgång, men syndikalistiska Storstockholms transportsyndikat menade att det i själva verket var ett nederlag. Anledningen till detta ansågs vara att man lämnat en rad kryphål i frågan om 11 timmars dygnsvila, som enligt syndikatet var huvudfrågan i konflikten. Man befarade att bussarbetsgivarna i vissa områden skulle komma att frångå regeln om 11 timmars dygnsvila 2-3 gånger per sexveckorsperiod, under benämningen dagkommendering. Både Busslinks förhandlingschef och Kommunals förbundsombud slog emellertid ifrån sig kritiken.